# Matthew Walker (científico)
Matthew Walker es un autor, científico y profesor británico de neurociencia y psicología que trabaja en la Universidad de California, Berkeley. Es un divulgador centrado en el tema del sueño.
Como académico, Walker se ha centrado en el impacto del sueño en la salud humana contribuyendo a numerosos estudios de investigación científica.
Walker se convirtió en un intelectual divulgador en medios de comunicación tras la publicación en 2017 del libro Why We Sleep, su primer trabajo de divulgación científica, que se convirtió en un éxito de ventas internacional.

## Biografía
Walker nació en Liverpool, Inglaterra.Se licenció en neurociencia en la Universidad de Nottingham en 1996. Se doctoró en neurofisiología en la Universidad de Newcastle en 1999,donde su investigación fue financiada por la Unidad de Patología Neuroquímica del Consejo de Investigación Médica (MRC).

## Carrera e investigación
Walker ha pasado la mayor parte de su carrera trabajando en Estados Unidos.

### Universidad Harvard
En junio de 2004, Walker se convirtió en profesor asistente de psiquiatría en la Facultad de Medicina de Harvard. En un experimento que realizó en octubre de 2002, entrenó a personas para escribir una serie compleja de caracteres en el teclado de un ordenador lo más rápido posible. Un grupo comenzó por la mañana y el otro por la tarde, con un intervalo de tiempo de 12 horas para cada grupo respectivamente. Él y sus colegas descubrieron que aquellos que se sometieron a la prueba primero por la noche y volvieron a realizar la prueba después de dormir bien durante noche entera mejoraron significativamente su rendimiento sin pérdida de precisión en comparación con los otros participantes.

### Universidad de California, Berkeley
Walker dejó Harvard en julio de 2007 y comenzó a trabajar como profesor de neurociencia y psicología en la Universidad de California, Berkeley. Es el fundador y director del Centro para la Ciencia del Sueño Humano, ubicado en el departamento de psicología de Berkeley, en asociación con el Instituto de Neurociencia Helen Wills y el Centro de Imágenes Cerebrales Henry H. Wheeler Jr. La organización utiliza métodos de imágenes cerebrales (MRI, exploración PET), registros de electroencefalografía del sueño de alta densidad, genómica, proteómica, fisiología autónoma, estimulación cerebral y pruebas cognitivas para investigar el papel del sueño en la salud y las enfermedades humanas. Investiga la enfermedad de Alzheimer, la enfermedad de Parkinson, el cáncer, la depresión, la ansiedad, el insomnio, las enfermedades cardiovasculares, el abuso de drogas, la obesidad y la diabetes.

### Verily / Google
En 2018, Walker colaboró con científicos investigadores del Proyecto Baseline en el desarrollo de un diario de sueño.  Project Baseline está dirigido por Verily (una organización de investigación en ciencias biológicas de Alphabet Inc.). En julio de 2020, Walker se denomina en su web como un científico del sueño en Google contribuyendo a la exploración científica del sueño en la salud y la enfermedad.

### Por qué dormimos
El primer libro de Walker, Por qué dormimos: desbloquear el poder del sueño y los sueños, se publicó en octubre de 2017 tras cuatro años de trabajo.En el libro afirma que la falta de sueño está relacionada con numerosas enfermedades mortales, incluida la demencia. El libro se convirtió en un bestseller , llegando al número uno en Reino Unido según la lista del Sunday Timesy en un bestseller del New York Times en los EE. UU. También ha sido publicado en español (¿Por qué dormimos? publicado por Paidós.
Why We Sleep fue objeto de críticas por parte de Alexey Guzey, un investigador independiente con experiencia en economía, en un ensayo titulado "'Why We Sleep' de Matthew Walker está plagado de errores científicos y fácticos".
Guzey, junto con Andrew Gelman, estadístico de la Universidad de Columbia, acusó a Walker de falsificar datos en un artículo publicado en Chance.Guzey y Gelman argumentaron que "no es ético reproducir un gráfico y eliminar la barra del gráfico original que contradice su historia".Gelman sugirió que el caso entraba en el territorio de "mala conducta en la investigación".
Walker afirmó en numerosas ocasiones, incluido en Why We Sleep, que la Organización Mundial de la Salud (OMS) había declarado "una epidemia mundial de pérdida de sueño". La OMS negó su afirmación y Walker admitió posteriormente que su afirmación había sido "recordada erróneamente" y que en realidad era atribuible a una reclamación de los Centros para el Control y la Prevención de Enfermedades en 2014.
Walker no reveló que numerosos metanálisis que involucraron a más de 4 millones de adultos encontraron que la mortalidad más baja estaba asociada con siete horas de sueño, y que el mayor riesgo de muerte asociado con dormir más de siete horas era significativamente mayor que el riesgo de dormir menos de siete horas definidas por una curva en forma de J. El psicólogo Stuart J. Ritchie criticó el enfoque de Walker en su libro. "Walker podría haber escrito un libro mucho más cauteloso que se limitara sólo a lo que muestran los datos, pero tal vez un libro así no habría vendido tantas copias ni habría sido aclamado como una intervención que 'debería cambiar la ciencia y la medicina'".
Walker respondió a las críticas al libro en una publicación en su blog.
Greg Potter, de la Universidad de Leeds, defendió a Walker y comentó su impacto positivo: "Creo que hay varias imprecisiones en él, y creo que Guzey las señala de manera efectiva... Creo que la realidad es que muchas personas que han leído el libro habrán hecho cosas para cuidar su higiene del sueño y habrán realizado algunos cambios en sus estilos de vida que ahora respaldan su capacidad para dormir mejor. Supongo que el libro probablemente ha tenido un impacto neto positivo".

### Medios de comunicación
Walker tiene un podcast de formato corto, The Matt Walker Podcast, que se centra en el sueño, el cerebro y el cuerpo. Los podcasts de siete a trece minutos se publican desde julio de 2021.Janan Ganesh, del Financial Times, describió a Walker como "el experto en [sueño] más famoso del mundo".

### Retracción del artículo
Un artículo escrito por Walker publicado en Neuron en agosto de 2019 fue retractado en julio de 2020, a petición del autor, después de que se descubrió que tenía una superposición considerable con un artículo suyo publicado anteriormente en The Lancet.

### Dormir es tu superpoder
En 2019, Walker dio una charla TED de 19 minutos titulada "El sueño es tu superpoder".Recibió más de un millón de visitas en las primeras 72 horas.Fue seleccionada por el comisario TED, Chris Anderson, como una de sus principales charlas de 2019 y hasta la fecha ha sido vista más de 19 millones de veces.Markus Loecher, profesor de Matemáticas y Estadística de la Escuela de Economía y Derecho de Berlín, criticó esta charla Ted por sus afirmaciones y la veracidad de sus hechos.